# Coupe d'Angleterre de football 1910-1911
Navigation
Coupe d'Angleterre 1909-1910 Coupe d'Angleterre 1911-1912
La Coupe d'Angleterre de football 1910-1911 est la 40e édition de la Coupe d'Angleterre, la plus ancienne compétition de football, la Football Association Challenge Cup (généralement connue sous le nom de FA Cup).
Bradford City remporte la compétition pour la première fois de son histoire, battant Newcastle United en finale sur le score de 1 à 0 après un match d'appui à Old Trafford à Manchester.

## Compétition

### Quarts de finale
Les quarts de finale ont lieu le 11 mars 1911.
| Équipe 1         | Résultat | Équipe 2         |
| ---------------- | -------- | ---------------- |
| Bradford City    | 1 - 0    | Burnley          |
| Newcastle United | 4 - 0    | Derby County     |
| West Ham United  | 2 - 3    | Blackburn Rovers |
| Chelsea          | 3 - 1    | Swindon Town     |

### Demi-finales
Les demi finales ont lieu le 25 mars 1911, tous les matchs ont lieu sur terrain neutre.
| Équipe 1         | Résultat | Équipe 2         |
| ---------------- | -------- | ---------------- |
| Newcastle United | 3 – 0    | Chelsea          |
| Bradford City    | 3 - 0    | Blackburn Rovers |

### Finale
| Finale de la coupe d'Angleterre 1910-1911 | Bradford City | 0 – 0   | Newcastle United | Crystal Palace, Londres |                      |
| 22 avril 1911                             |               | (0 – 0) |                  | Spectateurs : 69 068    | Spectateurs : 69 068 |

Match d'appui :
| Finale de la coupe d'Angleterre 1910-1911 | Bradford City | 1 – 0   | Newcastle United | Old Trafford, Manchester |                      |
| 26 avril 1911                             |               | (1 – 0) |                  | Spectateurs : 66 646     | Spectateurs : 66 646 |